# 纳卡遗址
纳卡遗址，位于中国青海省化隆县甘都镇苏合加村，为青海省市县级文物保护单位，公布日期为1986年12月8日，类型为古遗址。
纳卡遗址的历史年代为新石器时代。